# École nationale supérieure des mines d’Albi-Carmaux
Die École nationale supérieure des mines d’Albi-Carmaux (ENSTIMAC oder Mines Albi) ist eine französische Ingenieurschule in Albi auf dem Campus der Toulouse Tech (Université Fédérale Toulouse Midi-Pyrénées).
Sie ist Mitglied der Conférence des Grandes Écoles und der Toulouse Tech. Mit einem multidisziplinären Lehrplan bildet sie innerhalb von drei Jahren Ingenieure auf hohem Niveau aus, die danach hauptsächlich in der Wirtschaft arbeiten. Ziel der Ausbildung ist der sogenannte Master Ingénieur Mines Albi.

## Diplome Mines Albi
- Master Ingénieur Mines Albi
- sechs Masters Forschung Ingenieurwissenschaft
- sechs Masters Professional Ingenieurwissenschaft
- Graduiertenkolleg: Ph.D.-Doctorate
- Mastère spécialisé

## Forschung und Graduiertenkolleg
- Erneuerbare Energien, Biomasse und Öko-Aktivitäten
- Gesundheit und Ernährung
- Materialien und Prozesse für Luft- und Raumfahrt[3]
- Verbesserung der Geschäftsprozesse